# آوری
آوری (آرپیتان: Avri) یک شهر در بخش سرین کانتون فریبورگ واقع در کشور سوئیس است. این شهر در ۱ ژانویه ۲۰۰۱ در اثر اتحاد دو شهر کوچکتر و به فرمان دولت محلی کانتون فریبورگ به وجود آمد.
جمعیت این شهر در پایان سال ۲۰۱۸ بالغ بر ۱۹۲۱ نفر بوده است.